# Kopa Antiano 2010
De Kopa Antiano 2010 is de 49ste en laatste editie van het voetbalkampioenschap van de Nederlandse Antillen, waarmee de twee Antilliaanse inschrijvingen bepaald worden voor de CONCACAF Champions League. De twee beste ploegen van Bonaire en Curaçao zijn vertegenwoordigd en spelen twee pre-finalerondes, waarbij de ploegen van het ene eiland tegen die van het andere eiland spelen. Hierbij speelt de kampioen van Bonaire twee thuiswedstrijden, terwijl de vicekampioen van Bonaire twee uitwedstrijden speelt.
De finale werd op 19 september voor het eerst op Bonaire afgewerkt in Stadion Playa. Centro Barber werd voor de achtste keer in de laatste 9 jaar Antilliaans kampioen door Real Rincon met 0-2 te verslaan. Real Rincon was voor de 3de keer verliezend finalist. Beide ploegen vertegenwoordigen de Nederlandse Antillen in de CONCACAF-toernooien.

## Deelnemers
- Vicekampioen Curaçao: Centro Barber
- Kampioen Curaçao: Hubentut Fortuna
- Vicekampioen Bonaire: Real Rincon
- Kampioen Bonaire: Juventus

### Pre-finale
|                         |                                                     |         |                                                                               |                      |
| 12 september 2010 20:00 | Hubentut Fortuna                                    | 2 - 3   | Real Rincon                                                                   | Ergilio Hato Stadion |
| 12 september 2010 20:00 | Lisandro Trenidat 90' 1-3 Lisandro Trenidat 92' 2-3 | Verslag | Igmard Gijsbertha 45' 0-1 Igmard Gijsbertha 54' 0-2 Igmard Gijsbertha 84' 0-3 | Ergilio Hato Stadion |

|                         |          |         |                                                       |               |
| 12 september 2010 20:00 | Juventus | 0 - 3   | Centro Barber                                         | Stadion Playa |
| 12 september 2010 20:00 |          | Verslag | Norvianel Nahr 0-1 Edgar Cassiani 0-2 Curtly Hooi 0-3 | Stadion Playa |

|                         |                    |       |                        |                                        |
| 15 september 2010 20:00 | Centro Barber      | 1 - 1 | Real Rincon            | Ergilio Hato Stadion Toeschouwers: 150 |
| 15 september 2010 20:00 | Norvianel Nahr 1-1 |       | Terrence Frans 25' 0-1 | Ergilio Hato Stadion Toeschouwers: 150 |

|                         |                                                                   |       |                      |               |
| 15 september 2010 20:00 | Juventus                                                          | 3 - 1 | Hubentut Fortuna     | Stadion Playa |
| 15 september 2010 20:00 | Ricky Janzen 17' 1-0 Ricky Janzen 57' 2-1 Shuendly Barzey 69' 3-1 |       | Tyrone Maria 40' 1-1 | Stadion Playa |

### Finale
|                         |             |                                           |               |               |
| 19 september 2010 20:00 | Real Rincon | 0 - 2                                     | Centro Barber | Stadion Playa |
| 19 september 2010 20:00 |             | Oscar Molina 12' 0-1 Oscar Molina 27' 0-2 |               | Stadion Playa |